# Championnat d'Amérique du Sud de Supertourisme
 (octobre 2019).
Si vous disposez d'ouvrages ou d'articles de référence ou si vous connaissez des sites web de qualité traitant du thème abordé ici, merci de compléter l'article en donnant les références utiles à sa vérifiabilité et en les liant à la section « Notes et références ».
Le Championnat d'Amérique du Sud de Supertourisme est une compétition automobile qui a existé entre 1997 et 2000 utilisant la réglementation FIA Supertourisme.

## Circuits
- Buenos Aires (1997-2001)
- Cascavel (1998-1999)
- Córdoba (1999)
- Curitiba (1997-1998)
- El Pinar (1999)
- Guaporé (1999)
- Interlagos (1997-1999)
- La Plata (1999)
- Londrina (1997-1998)
- Mar de Ajó (1998)
- Mar del Plata (1999-2000)
- Paraná (2000)
- Oberá (1998-1999)
- Olavarría (1998-2000)
- Posadas (1998)
- Punta del Este (1999)
- Resistencia (1997)
- Río Cuarto (1999)
- Rosario (1997-2000)
- Santa Rosa (2000)
- Taruma (1997)

## Palmarès
| Année | Vainqueur                   | Voiture        |
| ----- | --------------------------- | -------------- |
| 1997  | Oscar Larrauri              | BMW 320i       |
| 1998  | Oscar Larrauri              | BMW 320i       |
| 1999  | Emiliano Spataro Cacá Bueno | Peugeot 406    |
| 2000  | Oscar Larrauri              | Alfa Romeo 156 |